# Giovanni Maria Lancisi
Giovanni Maria Lancisi (26 de octubre de 1654 - 20 de enero de 1720) fue un médico italiano, epidemiólogo, anatomista y patólogo. Estableció una correlación entre la presencia de mosquitos y la prevalencia de la malaria. También era conocido por sus estudios sobre enfermedades cardiovasculares, y es recordado por el homónimo signo de Lancisi.
Médico del papa y profesor de medicina práctica de la Universidad de La Sapienza de Roma, es autor de una de las obras maestras de la anatomía patológica, De subitaneis mortibus publicada en 1707. Además está considerado como uno de los grandes expertos de la aplicación de la medicina a la salud pública. Así, se ocupó de la salubridad del aire y de las aguas de Roma.

## Biografía
Giovanni Maria Lancisi (nombre en latín: Johannes Maria Lancisius) se educó en el Collegio Romano y en la Universidad de La Sapienza de Roma, donde se graduó en medicina a los 18 años. Fue médico de los Papas Inocencio XI, Clemente XI e Inocencio XII. El papa Clemente XI le dio las placas anatómicas perdidas de Bartolomeo Eustachio; éstas fueron hechas en 1562 y habían sido olvidadas en la Biblioteca del Vaticano. Lancisi las editó y publicó en 1714 como Tabulae anatomicae. Estudió epidemiología, describiendo las epidemias de malaria y de gripe. Publicó De Noxiis Paludum Effluviis (Sobre los efluvios nocivos de las marismas) en 1717, en el que reconoció que los pantanos infestados de mosquitos eran el caldo de cultivo para la malaria y recomendó el drenaje de estas áreas para prevenirla. También publicó extensamente sobre cardiología, describiendo vegetaciones en las válvulas cardíacas, sífilis cardíaca, aneurismas y la clasificación de enfermedades cardíacas. Su hito De Motu Cordis et Aneurysmatibus se publicó póstumamente en 1728.
A principios del siglo XVIII, Lancisi criticó los enfoques medievales para contener la peste bovina en el ganado al afirmar que "es mejor matar a todos los animales enfermos y sospechosos, en lugar de permitir que la enfermedad se propague para tener suficiente tiempo y el honor de descubrir un tratamiento específico que a menudo se busca sin ningún éxito "(Mantovani y Zanetti, 1993). Lancisi, quien realizó el primer avance en el control de la peste bovina (Lancisi, 1715), un procedimiento que más tarde fue adoptado por Thomas Bates (Bates, 1718).
Sin embargo, Lancisi también cometió un error al criticar el trabajo de Giovanni Cosimo Bonomo (1663-1696), su contemporáneo, que había identificado correctamente la causa de la sarna como un parásito. Sin embargo, Lancisi pensó que la sarna era de origen humoral. Debido a la poderosa posición de Lancisi y a que científicos anteriores como Galileo Galilei habían caído en desgracia, Bonomo fue silenciado y su descubrimiento fue olvidado hasta la era moderna.
Lancisi describió el corpus callosum como el "asiento del alma, que imagina, delibera y juzga". Su Dissertatio Physiognomica proporcionó el argumento de apoyo en 1713. Se opuso a las ubicaciones alternativas del alma como la hipótesis de otros, como el centrum ovale, de Andreas Vesalius, y la glándula pineal, de René Descartes. Lancisi planteó la hipótesis de que las estrías longitudinales (más tarde nombradas en su honor como "striae lancisi" o "nervios de Lancisi") eran el conducto entre la ubicación anterior del alma y la ubicación posterior de las funciones de los órganos sensoriales, ambas dentro del corpus callosum.